# Bothrops taeniata
Espèce
Synonymes
- Bothrops taeniatus Wagler, 1824
- Bothriechis taeniatus (Wagler, 1824)
- Bothriopsis taeniata (Wagler, 1824)
- Bothrops castelnaudi Duméril, Bibron & Duméril, 1854
- Lachesis castelnaudi (Duméril, Bibron & Duméril, 1854)
- Bothriopsis taeniata lichenosa Roze, 1958

Bothrops taeniata est une espèce de serpents de la famille des Viperidae. 

## Répartition
Cette espèce se rencontre :
- au Brésil ;
- en Colombie ;
- en Équateur ;
- au Pérou  ;
- en Bolivie ;
- au Venezuela ;
- au Guyana ;
- en Guyane.

## Description

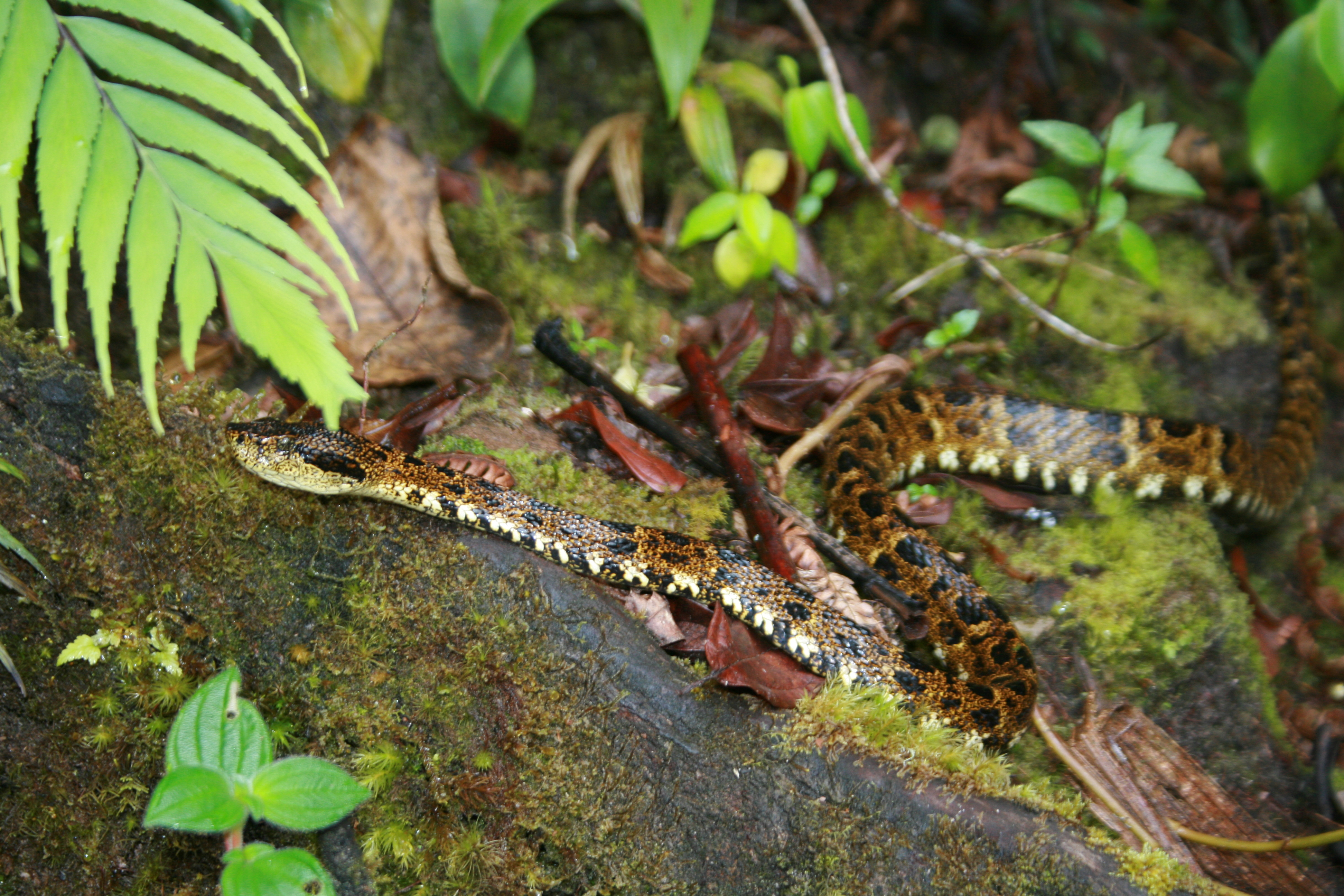
Bothrops taeniata sur le mont Roraima (Venezuela).

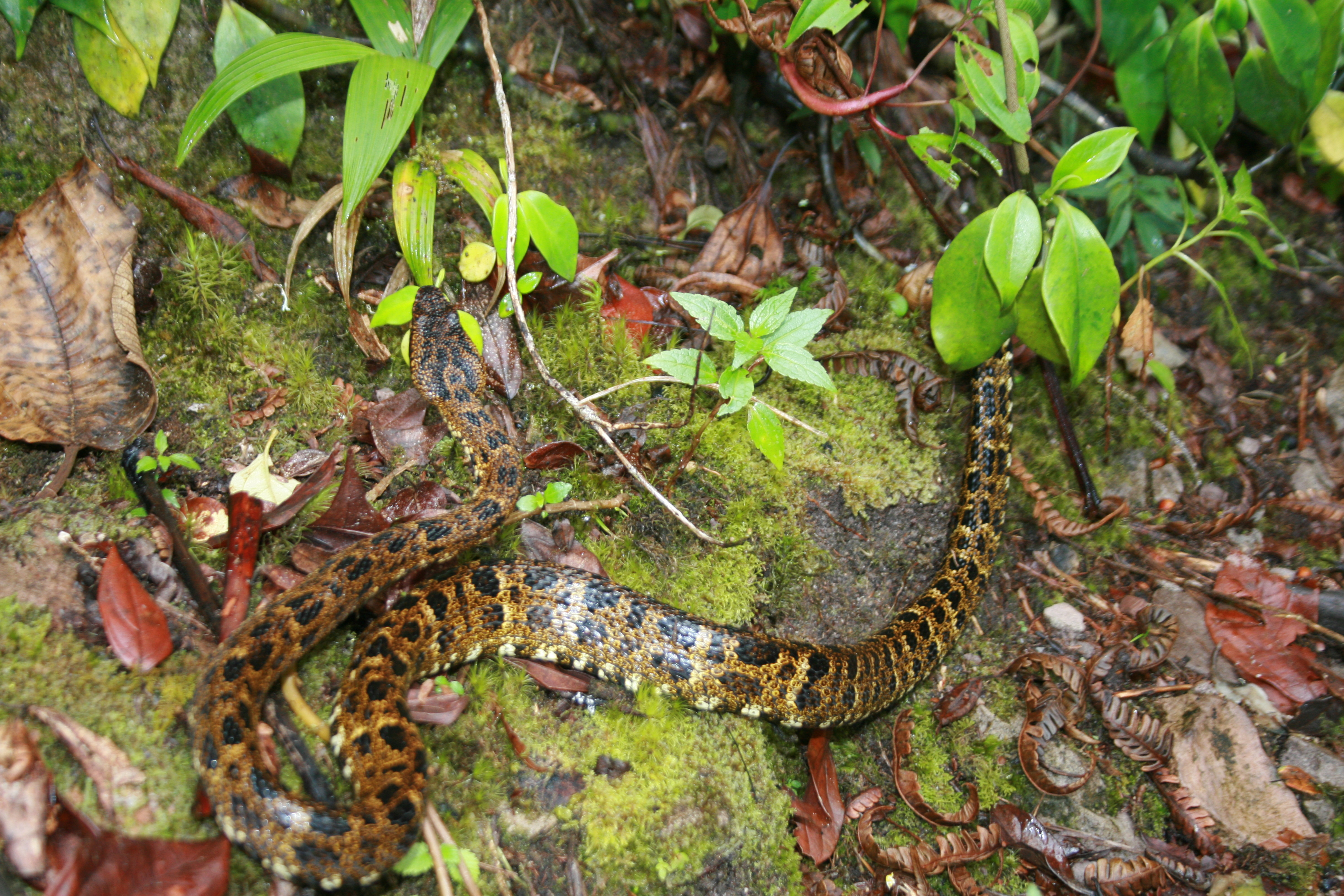
Bothrops taeniata.

C'est un serpent venimeux vivipare.

## Liste des sous-espèces
Selon The Reptile Database (30 août 2011) :
- Bothrops taeniata taeniata Wagler, 1824
- Bothrops taeniata lichenosa (Roze, 1958)

## Publications originales
- Wagler, 1824 : Serpentum Brasiliensium species novae, ou histoire naturelle des espèces nouvelles de serpens. in Jean de Spix, Animalia nova sive species novae, p. 1-75 (texte intégral).
- Duméril, Bibron & Duméril, 1854 : Erpétologie générale ou histoire naturelle complète des reptiles. Tome septième. Deuxième partie, p. 781-1536 (texte intégral).
- Roze, 1958 : Los reptiles del Chimantá Tepui (Estado Bolívar, Venezuela) colectados por la expedición botánica del Chicago Natural History Museum. Acta Biologica Venezuelica, vol. 2, n. 25, p. 299-314.